# Excoecaria cochinchinensis
Excoecaria cochinchinensis är en törelväxtart som beskrevs av João de Loureiro. Excoecaria cochinchinensis ingår i släktet Excoecaria och familjen törelväxter. Inga underarter finns listade i Catalogue of Life.

## Bildgalleri

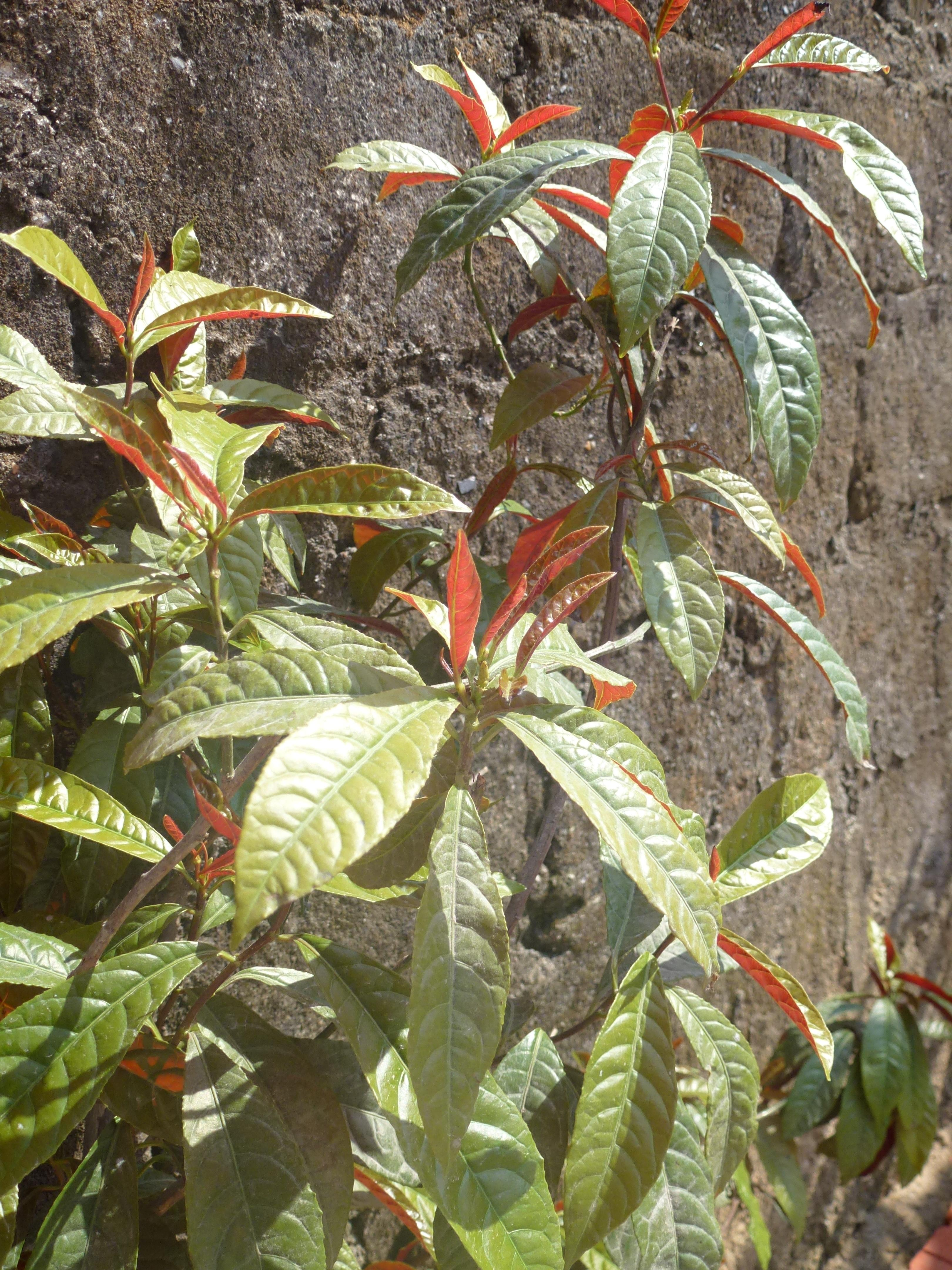